# 21st Century Breakdown
Pour l’article homonyme, voir 21st Century Breakdown (chanson).
Albums de Green Day
Bullet in a Bible
(2005) Awesome As Fuck
(2011)
Singles
1. Know Your Enemy
Sortie : 16 avril 2009
2. 21 Guns
Sortie : 25 mai 2009
3. East Jesus Nowhere
Sortie : 19 octobre 2009
4. 21st Century Breakdown
Sortie : 21 décembre 2009
5. Last of the American Girls
Sortie : 22 mars 2010

21st Century Breakdown est le huitième album studio du groupe de punk rock américain Green Day. Il est sorti le 15 mai 2009 sur le label Reprise. Il a reçu, en février 2010, le Grammy du Meilleur album rock lors de la cérémonie des Grammy Awards.

## Caractéristiques artistiques

### Liste des chansons
Toutes les paroles sont écrites par Billie Joe Armstrong, toute la musique est composée par Green Day.
| 1. | Song of the Century | 0:57 |

| 2. | 21st Century Breakdown | 5:09 |
| 3. | Know Your Enemy        | 3:10 |
| 4. | ¡Viva la Gloria!       | 3:30 |
| 5. | Before the Lobotomy    | 4:37 |
| 6. | Christian's Inferno    | 3:07 |
| 7. | Last Night on Earth    | 3:56 |

| 8.  | East Jesus Nowhere             | 4:34 |
| 9.  | Peacemaker                     | 3:24 |
| 10. | Last of the American Girls     | 3:51 |
| 11. | Murder City                    | 2:54 |
| 12. | ¿Viva la Gloria? (Little Girl) | 3:47 |
| 13. | Restless Heart Syndrome'       | 4:21 |

| Acte 3 : Horseshoes and Handgrenades | Acte 3 : Horseshoes and Handgrenades                 | Acte 3 : Horseshoes and Handgrenades | Acte 3 : Horseshoes and Handgrenades | Acte 3 : Horseshoes and Handgrenades | Acte 3 : Horseshoes and Handgrenades | Acte 3 : Horseshoes and Handgrenades | Acte 3 : Horseshoes and Handgrenades | Acte 3 : Horseshoes and Handgrenades | Acte 3 : Horseshoes and Handgrenades |
| No                                   | Titre                                                | Durée                                |                                      |                                      |                                      |                                      |                                      |                                      |                                      |
| ------------------------------------ | ---------------------------------------------------- | ------------------------------------ | ------------------------------------ | ------------------------------------ | ------------------------------------ | ------------------------------------ | ------------------------------------ | ------------------------------------ | ------------------------------------ |
| 14.                                  | Horseshoes and Handgrenades                          | 3:14                                 |                                      |                                      |                                      |                                      |                                      |                                      |                                      |
| 15.                                  | The Static Age                                       | 4:16                                 |                                      |                                      |                                      |                                      |                                      |                                      |                                      |
| 16.                                  | 21 Guns                                              | 5:21                                 |                                      |                                      |                                      |                                      |                                      |                                      |                                      |
| 17.                                  | American Eulogy 0 A. Mass Hysteria 0 B. Modern World | 4:26                                 |                                      |                                      |                                      |                                      |                                      |                                      |                                      |
| 18.                                  | See the Light                                        | 4:35                                 |                                      |                                      |                                      |                                      |                                      |                                      |                                      |
| 69:16                                |                                                      |                                      |                                      |                                      |                                      |                                      |                                      |                                      |                                      |

## Accueil

### Classements et certifications
| Classement musical                 | Meilleure position |
| ---------------------------------- | ------------------ |
| Allemagne (Media Control AG)       | 1                  |
| Australie (ARIA)                   | 2                  |
| Autriche (Ö3 Austria Top 40)       | 1                  |
| Belgique (Flandre Ultratop)        | 2                  |
| Belgique (Wallonie Ultratop)       | 3                  |
| Canada (Canadian Albums Chart)     | 1                  |
| Danemark (Tracklisten)             | 1                  |
| Écosse (OCC)                       | 1                  |
| Espagne (Promusicae)               | 1                  |
| États-Unis (Billboard 200)         | 1                  |
| États-Unis (Alternative Albums)    | 1                  |
| États-Unis (Top Rock Albums)       | 1                  |
| Finlande (Suomen virallinen lista) | 3                  |
| France (SNEP)                      | 1                  |
| Irlande (Irish Albums Chart)       | 2                  |
| Italie (FIMI)                      | 1                  |
| Japon (Oricon)                     | 1                  |
| Mexique (AMPROFON)                 | 3                  |
| Norvège (VG-lista)                 | 1                  |
| Nouvelle-Zélande (RIANZ)           | 1                  |
| Pays-Bas (Mega Album Top 100)      | 4                  |
| Portugal (AFP)                     | 2                  |
| Royaume-Uni (UK Albums Chart)      | 1                  |
| Royaume-Uni (Rock & Metal Albums)  | 1                  |
| Suède (Sverigetopplistan)          | 1                  |
| Suisse (Schweizer Hitparade)       | 1                  |

| Pays             | Ventes      | Certifications |
| ---------------- | ----------- | -------------- |
| Allemagne        | 300 000 +   | 3 × Or         |
| Australie        | 70 000 +    | Platine        |
| Autriche         | 20 000 +    | Platine        |
| Belgique         | 15 000 +    | Or             |
| Brésil           | 30 000 +    | Or             |
| Canada           | 160 000 +   | 2 × Platine    |
| États-Unis       | 1 000 000 + | Platine        |
| Finlande         | 15 000 +    | Or             |
| France           | 100 000 +   | Platine        |
| Irlande          | 15 000 +    | Platine        |
| Italie           | 60 000 +    | Platine        |
| Japon            | 100 000 +   | Or             |
| Nouvelle-Zélande | 15 000 +    | Platine        |
| Royaume-Uni      | 300 000 +   | Platine        |
| Suède            | 20 000 +    | Or             |
| Suisse           | 30 000 +    | Platine        |

### Critiques
Plusieurs chansons ayant été dévoilées aux journalistes avant la sortie de l'album, les critiques prévisionnelles classaient déjà l'album meilleur que American Idiot, félicitant le groupe pour avoir fait « évoluer et mûrir sa musique » et « gagné son pari » de faire un album aussi épique et original que son prédécesseur. Le magazine américain Rolling Stone a été particulièrement flatteur, disant de Green Day qu'il fait partie « d'une race de groupe qui n'est plus supposée exister », plaçant le groupe comme « meilleure formation de rock actuelle ».
Cependant, certains sites punk rock ont tendance à donner des avis plus péjoratifs sur le sujet, déclarant que 21st Century Breakdown semble « vouloir en tout point imiter son glorieux prédécesseur. » et où les chansons auraient « un air de déjà-vu ». L'avis resterait donc partagé malgré le grand succès qu'a remporté cet album auprès des fans.

### Récompenses et classements
21st Century Breakdown se hisse dans plusieurs classements internationaux. Il atteint la 5e place du classement des meilleurs albums de 2009 selon le magazine américain Rolling Stone et la 16e place du même classement selon le magasin de musique en ligne Rhapsody. Les lecteurs du magazine britannique de rock Kerrang! classent de plus l'album en 2009 à la 17e place des meilleurs albums du XXIe siècle, le premier album de ce classement étant American Idiot de Green Day.
| Publieur      | Pays        | Classement                                              | Année | Position |
| ------------- | ----------- | ------------------------------------------------------- | ----- | -------- |
| Rolling Stone | États-Unis  | Meilleur album de 2009                                  | 2009  | 5        |
| Rhapsody      | États-Unis  | Les 25 meilleurs albums de 2009                         | 2009  | 16       |
| Kerrang!      | Royaume-Uni | Choix des lecteurs : 50 meilleurs albums du XXIe siècle | 2009  | 17       |

L'album est aussi proposé pour plusieurs récompenses à travers le monde en 2009 et en 2010. Green Day remporte pour cet album un prix en 2010 aux 52e Grammy Awards à Los Angeles dans la catégorie meilleur album rock, devant les albums Black Ice de AC/DC, Clapton and Winwood: Live at Madison Square Garden d'Eric Clapton et Steve Winwood, Big Whiskey and the GrooGrux King de Dave Matthews Band et No Line on the Horizon de U2.
| Cérémonie                    | Pays        | Prix                         | Année | Résultat |
| ---------------------------- | ----------- | ---------------------------- | ----- | -------- |
| Grammy Awards                | États-Unis  | Meilleur album rock          | 2010  | Remporté |
| Teen Choice Awards           | États-Unis  | Meilleur album de groupe     | 2009  | Proposé  |
| TMF Awards                   | Belgique    | Meilleur album international | 2009  | Proposé  |
| Kerrang! Awards              | Royaume-Uni | Meilleur album               | 2009  | Proposé  |
| NME Awards                   | Royaume-Uni | Meilleur album               | 2010  | Proposé  |
| MTV Video Music Awards Japan | Japon       | Album de l'année             | 2010  | Proposé  |

## Crédits
- Billie Joe Armstrong : chant, guitare et piano
- Mike Dirnt : basse et chœurs (il chante durant la deuxième partie de American Eulogy, Modern World)
- Tré Cool : batterie